# Nadia Ejjafini
Nadia Ejjafini (née le 8 novembre 1977 à Rabat, au Maroc) est une athlète italienne d'origine marocaine, spécialiste du fond et du marathon. elle a vécu en France, a représenté Bahreïn lors de deux Jeux olympiques d'été et est devenue italienne par mariage en 2009.

## Carrière
N'ayant jamais résidé plus de quelques mois à Bahreïn, elle devait courir le marathon olympique en 2004 avec leur maillot, de façon à se mettre en évidence lors de la première partie du parcours et puis abandonner lorsque les caméras ne la reprenaient plus. Elle ne prend pas le départ en 2008.
En 2012, ses meilleurs temps constituent des minima A pour être sélectionnée lors des Jeux olympiques de Londres : 
- sur 5 000 m, 15 min 16 s 54, réalisés en finale lors des Championnats d'Europe à Helsinki, record personnel et 6e place ;
- sur 10 000 m, 31 min 45 s 14, réalisés en Coupe d'Europe à Bilbao.

Son temps sur marathon aurait pu lui permettre de se qualifier pour Londres 2012 (marathon de Francfort) mais elle est écartée au profit de trois autres Italiennes, dont la championne d'Europe Anna Incerti et la meilleure performance européenne Valeria Straneo.

## Palmarès
| Date                    | Compétition              | Lieu                  | Résultat              | Épreuve               | Temps                 |
| Représentant le Maroc   | Représentant le Maroc    | Représentant le Maroc | Représentant le Maroc | Représentant le Maroc | Représentant le Maroc |
| ----------------------- | ------------------------ | --------------------- | --------------------- | --------------------- | --------------------- |
| 1998                    | Championnats d'Afrique   | Dakar                 | 6e                    | 5 000 m               | 16 min 43 s 51        |
| Représentant le Barhein |                          |                       |                       |                       |                       |
| 2003                    | Championnats du monde    | Paris                 | 44e                   | Marathon              | 2 h 44 min 39 s       |
| 2004                    | Jeux olympiques          | Athènes               | —                     | Marathon              | DNF                   |
| 2005                    | Championnats du monde    | Helsinki              | 41e                   | Marathon              | 2 h 41 min 51 s       |
| 2006                    | Jeux asiatiques          | Doha                  | 4e                    | 5 000 m               | 15 min 45 s 43        |
| 2007                    | Championnats panarabes   | Amman                 | 3e                    | 5 000 m               | 15 min 53 s 04        |
| 2007                    | Championnats panarabes   | Amman                 | 1re                   | 10 000 m              | 33 min 25 s 31        |
| 2007                    | Jeux mondiaux militaires | Hyderabad             | 2e                    | 5 000 m               | 15 min 48 s 74        |
| 2007                    | Jeux mondiaux militaires | Hyderabad             | 3e                    | 10 000 m              | 32 min 36 s 41        |
| 2007                    | Jeux panarabes           | Le Caire              | 1re                   | 10 000 m              | 32 min 29 s 53        |
| 2008                    | Jeux olympiques          | Pékin                 | —                     | Marathon              | DNF                   |
| Représentant l' Italie  |                          |                       |                       |                       |                       |
| 2012                    | Championnats d'Europe    | Helsinki              | 6e                    | 5 000 m               | 15 min 16 s 54        |
| 2012                    | Jeux olympiques          | Londres               | 18e                   | 10 000 m              | 31 min 57 s 03        |